# Fäbodristning

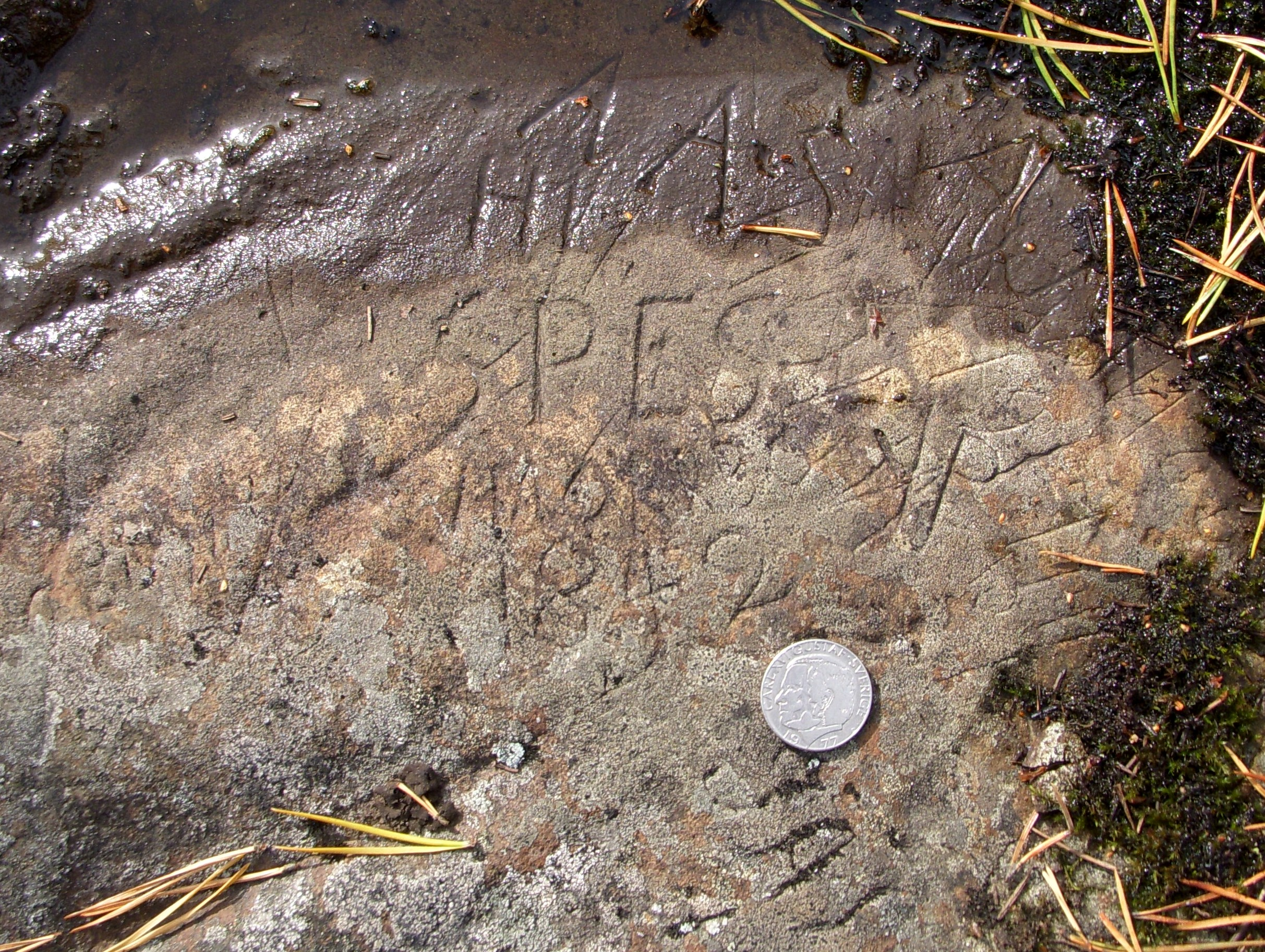
Vallgångsristning på Hästbergs klack från 1842.
Fotografen lade en enkrona på hällen som storleksjämförelse

Fäbodristningar eller vallgångsristningar är text, symboler, runor, figurer, initialer och liknande som är ristade i berghällar eller trädstammar i samband med vallning av djur, men också på husen vid fäbodarna. De bevarade ristningarna är från 1600-talet och framåt, vilka huvudsakligen gjordes av ungdomar som bland annat kallas valljäntor och vallpojkar.  
I Dalarna är några hundra sådana ristningar kända på stenar och träd. De flesta finns i Oretrakten. En annan plats är Halvarsbodarna Leksand samt Hästbergs klack norr om Ludvika. Ristningarna är ofta koncentrerade till vissa platser, gärna små kullar nära vatten. Ristningarna utfördes med kniv eller yxa vad gäller träd och hus samt följer för det mesta samma mönster: initialer, årtal och inte sällan en uppgift om att ristningen gjordes första eller sista dagen under fäbodvistelsen. Ibland finns också ett omdöme om säsongen: "BRA" eller "LETT" (dåligt). På en stam i Ore delade tre valljäntor med sig till eftervärlden med följande ristning: "Wi mår bra som fan".  Det var vanligt att flickor ristade i träd och pojkar i sten.
På Hästbergs klack och Halvarsbodarna härstammar de äldsta ristningar från 1600-talet, en del är skrivna med dalrunor. Varför ristningarna gjordes är inte helt klarlagt; förmodligen var det ett tidsfördriv för vallkullor och vallpojkar som vallade sina djur. En annan teori menar att ristningarna var ett sätt att orientera sig i ett väglöst landskap.
Ristningar i husen på fäbodarna följer ungefär samma mönster, men kan i enstaka fall vara betydligt längre. Det finns mer än 30.000 kända ristningar enbart i Ore socken, där majoriteten finns i Dalarna, varav en tredjedel i fäboden Ärteråsen. De allra flesta är från 1800-talets början och till 1910-talet, varefter antalet ristningar minskar kraftigt. De flesta av ristarna som går att identifiera var unga ogifta kvinnor. Förutom bomärken använde ristarna ibland en annan liknande variant som har kallats personmärken. I enstaka fall har texterna kompletterats med figurer av alla möjliga slag.